# Nur Hassan Hussein
Nur Hassan Hussein, pop. Nur Adde (ur. 16 lutego 1937 w Mogadiszu, zm. 1 kwietnia 2020 w Londynie) – somalijski polityk, premier Somalii od 24 listopada 2007 do 14 lutego 2009, kandydat w wyborach prezydenckich w 2009.

## Życiorys
Nur Adde jest byłym oficerem służb policyjnych. Karierę rozpoczynał we włoskiej policji kolonialnej na początku lat 50. Służył w specjalnej jednostce o nazwie Guardia di Finanza, która zajmowała się ochroną dochodów podatkowych.
Nur Adde ukończył studia prawnicze na Narodowym Uniwersytecie Jamacadda Ummadda w Mogadiszu. Następnie uczył się w akademii policyjnej we Włoszech i w USA, gdzie wyspecjalizował się w kryminalistyce oraz prawie międzynarodowym.
Po powrocie do kraju, dzięki zdobytemu doświadczeniu, został wiceprzewodniczącym tzw. Sądu Zbawienia - sądu wojskowego, który zajmował się sprawami przestępstw finansowych i podatkowych w czasach rządów prezydenta Siada Barrego. W 1987 objął funkcję prokuratora generalnego, którym pozostał do 1991.
Po upadku władzy Barre w 1991 w Somalii rozpoczęła się długoletnia, trwająca de facto do dziś, wojna domowa. Nur Adde od 1991 zajmował stanowisko przewodniczącego Somalijskiego Czerwonego Półksiężyca. Był uważany za sprawnego zarządcę organizacji.
Nur Adde wywodzi się z somalijskiego klanu Hawiye, jednego z dwóch największych w kraju.

## Premier
22 listopada 2007 prezydent Abdullah Yusuf Ahmed mianował go nowym szefem rządu. Nur Adde został wybrany jako kompromisowy kandydat z listy osób, polityków i technokratów. Głównym celem gabinetu i premiera miało być zaprowadzenie porządku w kraju, w którym wciąż toczą się walki islamistów i sił rządowych wspieranych m.in. przez USA i Etiopię. 24 listopada 2007 został oficjalnie zaprzysiężony na stanowisku i uzyskał zatwierdzenie Parlamentu Federalnego. W głosowaniu jego kandydaturę poparło 211 z 212 deputowanych.
2 grudnia 2007 ogłosił skład swojego gabinetu. Znalazły się w nim aż 73 osoby: 31 ministrów, 11 ministrów stanu i 31 wiceministrów. Premier został skrytykowany za mianowanie tak dużego rządu. Jednak skład swojego gabinetu argumentował potrzebą odpowiedniego podziału stanowisk między czterema głównymi i wieloma mniejszymi grupami etnicznymi w kraju. Mimo to, już następnego dnia część jego ministrów zrezygnowało z posad ze względu na nierówny podział ministerialnych stanowisk. W tej sytuacji 17 grudnia 2007 premier zapowiedział stworzenie nowego, mniejszego i efektywniejszego gabinetu. 4 stycznia 2008 Nur Hassan Hussein mianował drugi gabinet, składający się z 15 ministrów i 4 wiceministrów. 10 stycznia 2008 Parlament Federalny udzielił gabinetowi wotum zaufania.
Rząd Husseina kontynuował działania, zmierzające do zakończenia wojny domowej w Somalii, toczonej przez siły rządowe i powstańców islamskich. 9 czerwca 2008 Hussein, podczas międzynarodowej konferencji w Dżibuti, podpisał porozumienie z Sojuszem na rzecz Wyzwolenia Somalii (ARS, Alliance for the Re-liberation of Somalia), islamską organizacją zbrojną i polityczną. Porozumienie przewidywało 90-dniowy rozejm, wycofanie w ciągu 120 dni sił etiopskich z Somalii i rozmieszczenie w ich miejscu pokojowych sił międzynarodowych, a także nieograniczony dostęp organizacji humanitarnych do rejonów dotkniętych działaniami wojennymi.
Latem 2008 w rządzie Husseina doszło do wewnętrznego kryzysu i konfliktu premiera z prezydentem Yusufem. 30 lipca 2008 premier zdymisjonował burmistrza Mogadiszu, Mohameda Omara Habeeba, oskarżając go o niekompetencję, liczne defraudacje i nadużycie władzy. Habeeb sprzeciwił się jednak decyzji premiera, powołując się na poparcie prezydenta. Między prezydentem a premierem doszło wówczas do konfliktu. W odpowiedzi na odwołanie burmistrza, 2 sierpnia 2008 z rządu odeszło 10 ministrów, popierających stanowisko prezydenta. 25 sierpnia 2008 zwolennicy prezydenta w parlamencie wysunęli przeciw rządowi wniosek o wotum nieufności, zarzucając mu porażki w uchwalaniu budżetu i przywracaniu pokoju. W obliczu poważnego kryzysu, między premierem i prezydentem Yusufem doszło następnego dnia do negocjacji. W ich wyniku osiągnięto porozumienie, które zakładało zmiany w gabinecie, dymisję administracji lokalnej w Mogadiszu oraz niepopieranie wotum nieufności. 1 września 2008 w parlamencie odbyło się głosowanie nad wotum nieufności, które zdecydowaną większością głosów zostało odrzucone.
Do kolejnego, poważniejszego konfliktu premiera z prezydentem doszło w grudniu 2008. 14 grudnia 2008 prezydent Yusuf zdymisjonował premiera Husseina, zarzucając mu niekompetencję i brak sukcesów w procesie pokojowym w kraju. Ruchu tego nie zaakceptował jednak parlament, który następnego dnia zdecydowaną większością głosów udzielił premierowi Husseinowi wotum zaufania. 16 grudnia 2008 prezydent, wbrew woli parlamentu, mianował Mohameda Mohamuda Guleda nowym szefem rządu. Premier Hussein nie uznał tego faktu. Zgodnie z prawem parlament musi udzielić zgody na dymisję i mianowanie nowego premiera. 24 grudnia 2008 Mohamed Mohamud Guled zrezygnował z funkcji premiera-elekta, tłumacząc iż nie chce stanowić przeszkody w procesie pokojowym.
Nur Hassan Hussein 15 stycznia 2009 ogłosił, że będzie ubiegał się o urząd prezydenta w nadchodzących wyborach prezydenckich 30 stycznia 2009. W pierwszej turze głosowania zajął trzecie miejsce, uzyskując tylko 59 głosów poparcia, przez co całkowicie wycofał się z wyborów. Wybory wygrał Sharif Sheikh Ahmed, pochodzący z tego samego klanu Hawiye. Ponieważ prezydent, premier i przewodniczący parlamentu wedle przepisów prawa musieli pochodzić z różnych grup etnicznych, Hassan Hussein nie mógł pozostać na stanowisku szefa rządu. 14 lutego 2009 nowym premierem został Omar Abdirashid Ali Sharmarke.